# Hindustan Computers Limited
Pour les articles homonymes, voir HCL.
Hindustan Computers Limited (HCL) est une entreprise des secteurs électronique, informatique et des technologies de l'information et de la communication basée à Noida, en Inde.
La société se compose de deux sociétés cotées en bourse, HCL Technologies et HCL Infosystems. 

## Histoire
L'entreprise a été fondée le 11 août 1976 par Shiv Nadar. 
En décembre 2018, HCL annonce l'acquisition d'activités de logiciels d'IBM, dont IBM Lotus Notes, pour 1,8 milliard de dollars.